# Ranty
Ranty  [ˈrantɨ] (deutsch Ranten) ist ein Dorf in der polnischen Woiwodschaft Ermland-Masuren und gehört zur Landgemeinde Wydminy (Widminnen) im Powiat Giżycki (Kreis Lötzen).

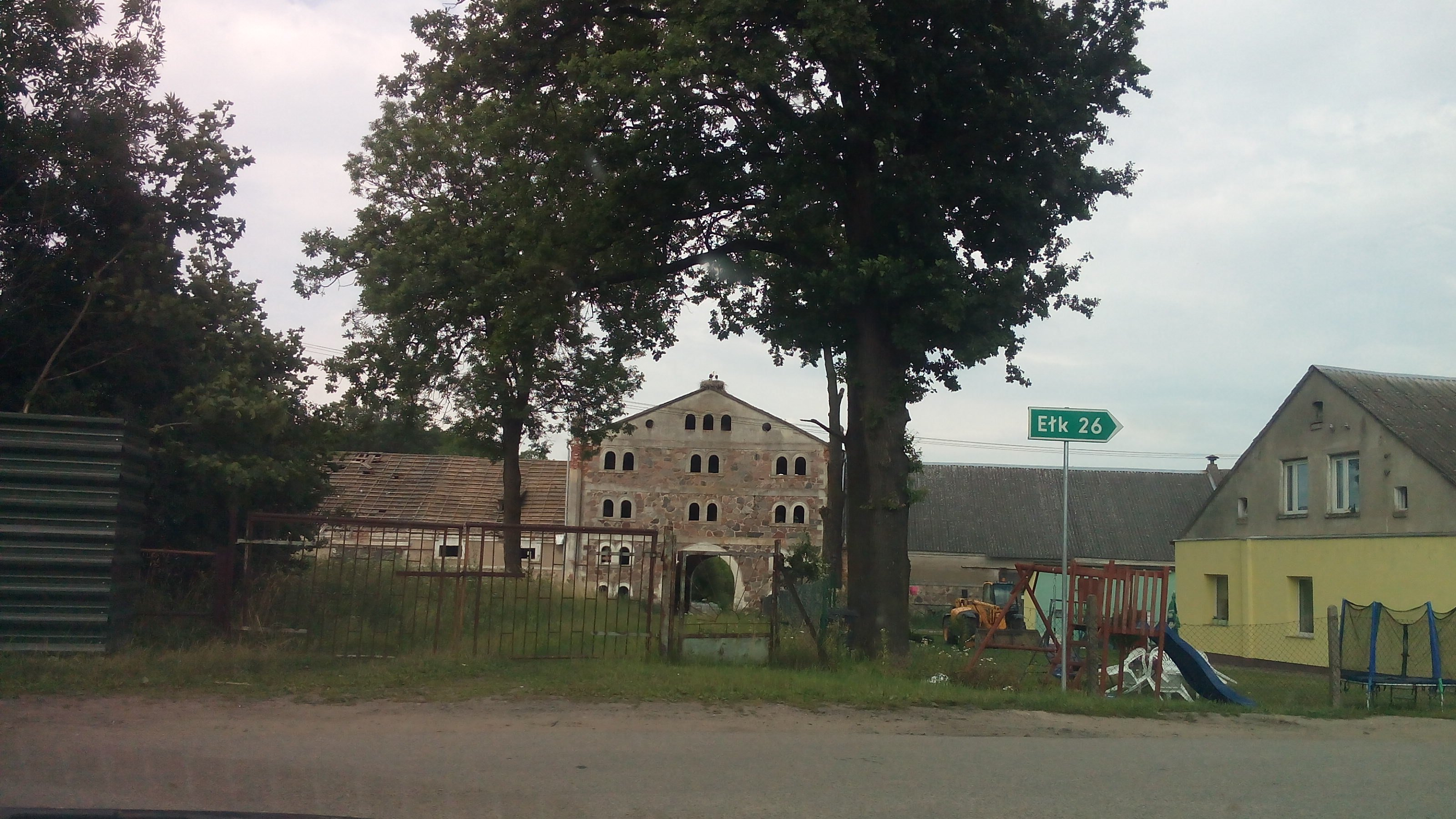
Das ehemalige Gutshaus Ranten, der Dachfirst heute ein Storchenquartier

## Geographische Lage
Ranty liegt in der östlichen Mitte der Woiwodschaft Ermland-Masuren, 22 Kilometer südöstlich der Kreisstadt Giżycko (Lötzen).

## Geschichte
Das kleine nach 1785 Randten, und bis 1945 Ranten genannte Dorf wurde im Jahre 1485 gegründet und bestand vor 1945 aus einem großen Gut und einer Ziegelei. Im Jahre 1874 wurde es in den neu errichteten Amtsbezirk Neuhoff (polnisch Zelki) eingegliedert, der zum Kreis Lötzen im Regierungsbezirk Gumbinnen (1905 bis 1945: Regierungsbezirk Allenstein) in der preußischen Provinz Ostpreußen gehörte. Ab 1874 war Ranten auch dem Standesamt Neuhoff zugeordnet. Im Jahre 1910 zählte der Gutsbezirk Ranten 188 Einwohner.
Aufgrund der Bestimmungen des Versailler Vertrags stimmte die Bevölkerung im Abstimmungsgebiet Allenstein, zu dem Ranten gehörte, am 11. Juli 1920 über die weitere staatliche Zugehörigkeit zu Ostpreußen (und damit zu Deutschland) oder den Anschluss an Polen ab. In Ranten stimmten 120 Einwohner für den Verbleib bei Ostpreußen, auf Polen entfiel keine Stimme.
Am 30. September 1928 wurde der Gutsbezirk Ranten in die Landgemeinde Radzien (1938 bis 1945 Königsfließ, polnisch Radzie) eingemeindet und gehörte nun zum Amtsbezirk Klein Gablick (polnisch Gawliki Małe), der 1938 in „Amtsbezirk Balzhöfen“ (bis 1938 Wensowken, polnisch Wężówka) umbenannt wurde.
In Kriegsfolge kam Ranten 1945 mit dem gesamten südlich Ostpreußen zu Polen und erhielt die polnische Namensform „Ranty“. Heute ist das Dorf Sitz eines Schulzenamtes (polnisch sołectwo) und eine Ortschaft im Verbund der Landgemeinde Wydminy (Widminnen) im Powiat Giżycki (Kreis Lötzen), vor 1998 der Woiwodschaft Suwałki, seither der Woiwodschaft Ermland-Masuren zugehörig.

## Kirche
Ranten war bis 1945 in die evangelische Kirche Neuhoff in der Kirchenprovinz Ostpreußen der Kirche der Altpreußischen Union und in die katholische Pfarrkirche St. Bruno Lötzen im Bistum Ermland eingepfarrt. Heute gehört Ranty zur evangelischen Kirchengemeinde Wydminy, einer Filialgemeinde der Pfarrei Giżycko in der Diözese Masuren der Evangelisch-Augsburgischen Kirche in Polen bzw. zur katholischen Pfarrkirche Zelki im Bistum Ełk (Lyck) der Römisch-katholischen Kirche in Polen.

## Persönlichkeiten
- Robert Carlsen (* 13. Februar 1879 in Ranten; † 7. März 1959 in Hamburg), deutscher Landwirt, Politiker (DNVP) und Offizier

## Verkehr
Rantey liegt an der Woiwodschaftsstraße DW 656, die die beiden Kreisstädte Giżycko (Lötzen) und Ełk (Lyck) miteinander verbindet. Über Konopki Wielkie (Groß Konopken, 1938 bis 1945 Hanffen) besteht Anschluss an die polnische Landesstraße DK 63 (einstige deutsche Reichsstraße 131) und über Wydminy an die Woiwodschaftsstraße DW 655.
Wydminy ist auch die nächste Bahnstation und liegt an der Bahnstrecke Głomno–Białystok, die vor 1945 von Königsberg (Preußen) bis nach Brest-Litowsk betrieben wurde.